# Equazioni primitive dei moti geofisici
In geofluidodinamica le equazioni primitive dei moti geofisici sono un sistema di equazioni differenziali non lineari che descrive i moti dei fluidi nell'atmosfera e nell'oceano. Esse sono impiegate nella maggior parte dei modelli climatici e meteorologici. Coincidono con le equazioni di Navier-Stokes e sono espresse nel sistema di riferimento (non inerziale) della superficie rotante del pianeta (geofluidodinamica). Pertanto nell'equazione delle forze è presente in modo esplicito il termine relativo alla forza di Coriolis che ha importanti conseguenze sui moti climatici.

## Generalità
Le equazioni sono:
- l'equazione del momento, o equazione delle forze: espressione del secondo principio della dinamica, descrive le forze che agiscono sull'elemento di fluido in un riferimento rotante.
- l'equazione di continuità della massa: rappresenta la legge di conservazione della massa.
- l'equazione dell'energia termica: esprime il secondo principio della termodinamica, collega la temperatura del sistema e gli scambi di calore e di lavoro.
- l'equazione dell'umidità nell'aria: è un'equazione di continuità e diffusione che esprime la concentrazione di umidità nell'aria.
- l'equazione della salinità nel mare: è un'equazione di continuità e diffusione che esprime la concentrazione di salinità nel mare.
- l'equazione di stato: mette in relazione densità, pressione e temperatura del fluido. In atmosfera essa è data dall'equazione del gas perfetto.

In generale le equazioni primitive collegano le seguenti grandezze:
- la velocità {\displaystyle {\vec {u}}}
- la pressione {\displaystyle p}
- la densità {\displaystyle \rho }
- la temperatura {\displaystyle T}
- la salinità del mare s, cioè il rapporto tra la densità del sale e la densità dell'acqua.[2]
- l'umidità specifica q, cioè il rapporto tra la densità del vapor d'acqua e la densità dell'aria.[3]

Le equazioni sono state scritte per la prima volta dal meteorologo norvegese Vilhelm Bjerknes.

### Equazione delle forze in generale
Le forze che causano i moti atmosferici e oceanici sono la forza dovuta al gradiente di pressione, la gravità e l'attrito viscoso, che si manifesta generando flussi turbolenti di velocità.
La forza di pressione spinge il fluido da zone ad alta pressione a zone a bassa pressione. Matematicamente, questo si può scrivere come:
{\displaystyle {\frac {f_{p}}{m}}=-{\frac {1}{\rho }}{\frac {\partial p}{\partial x}}}
La forza di gravità accelera gli oggetti approssimativamente a 9,81 m/s2 in direzione del centro della Terra.
La forza dovuta all'attrito viscoso può essere approssimata come:
{\displaystyle f_{r}=\mu \nabla ^{2}{\vec {u}}}
dove {\displaystyle \mu } è la viscosità. Solitamente nel descrivere i moti atmosferici e oceanici, anche su piccola scala, non si tiene direttamente conto della viscosità molecolare, ma dell'attrito turbolento da essa generato. Questo ha molta importanza soprattutto dove si hanno forti variazioni del campo velocità nello spazio, ad esempio nei boundary layer, cioè negli strati più bassi dell'atmosfera a contatto con la superficie, e negli strati più alti dell'oceano a contatto con l'atmosfera.
La forza totale è data dalla somma delle forze dette sopra. Quindi la seconda legge di Newton ha la seguente forma:
{\displaystyle {\frac {D{\vec {u}}}{Dt}}=-{\frac {1}{\rho }}\nabla p-g+f_{r}}
questo risultato costituisce l'equazione di Navier-Stokes per il momento lineare.
Per esprimere questa relazione in coordinate solidali con la superficie terrestre, la relazione tra accelerazione nel sistema inerziale e accelerazione nel sistema rotante è data da:
{\displaystyle {\frac {D_{i}{\vec {u}}_{i}}{Dt}}={\frac {D{\vec {u}}}{Dt}}+2\Omega \times {\vec {u}}-\Omega ^{2}R}
dove {\displaystyle \Omega } è la velocità angolare della superficie, {\displaystyle 2\Omega \times {\vec {u}}} è la forza di Coriolis, R è la distanza dal centro della Terra, {\displaystyle \Omega ^{2}R} è la forza centrifuga. Quest'ultima è una forza centrale e può essere espressa come gradiente di un potenziale. Può pertanto essere unita al potenziale gravitazionale in un unico potenziale chiamato geopotenziale, dato da:
{\displaystyle \Phi =gz-{\frac {1}{2}}\Omega ^{2}R^{2}}
Il contributo dato dalla forza centrifuga al geopotenziale è comunque molto piccolo rispetto a quello della forza di gravità. Pertanto esso viene di solito trascurato. L'equazione del moto che risulta da questi ragionamenti è:
{\displaystyle {\frac {D{\vec {u}}}{Dt}}+2\Omega \times {\vec {u}}=-{\frac {1}{\rho }}\nabla p-\nabla \Phi +f_{r}}

### Equazione delle forze per moti quasi piani
Nei moti atmosferici o oceanici su scale dalla decina di chilometri in su le distanze verticali sono più di un ordine di grandezza inferiori a quelle orizzontali. Si parla dunque di moti quasi piani. La situazione in cui le forze verticali diverse da quella gravitazionale si possono trascurare è inoltre detta approssimazione idrostatica.
L'equazione del momento lineare può essere riscritta in questa approssimazione: la velocità {\displaystyle {\vec {u}}=(u,v)} ha le sole componenti orizzontali, mentre la componente verticale del gradiente di pressione e il gradiente del geopotenziale si compensano, dato che si è approssimativamente in una situazione di equilibrio idrostatico. Dunque usando il parametro di Coriolis l'equazione del momento lineare diventa:
{\displaystyle {\frac {D_{h}{\vec {u}}}{Dt}}+f{\vec {k}}\times {\vec {u}}=-{\frac {1}{\rho }}\nabla _{h}p+f_{r}}
dove {\displaystyle {\vec {k}}} è il versore verticale e il pedice {\displaystyle h} indica che la derivata totale e il gradiente vanno calcolati sulle sole componenti orizzontali. Separando le componenti zonale e meridionale della velocità si ottiene:
{\displaystyle {\frac {Du}{Dt}}-fv=-{\frac {1}{\rho }}{\frac {\partial p}{\partial x}}+f_{rx}}
{\displaystyle {\frac {Dv}{Dt}}+fu=-{\frac {1}{\rho }}{\frac {\partial p}{\partial y}}+f_{ry}}
Se si trascurano le componenti frizionali, la soluzione stazionaria di questa equazione, cioè quella con accelerazione nulla, è nota col nome di bilancio geostrofico, in cui le forze di pressione sono bilanciate dalla forza di Coriolis. Essa è data da:
{\displaystyle fv={\frac {1}{\rho }}{\frac {\partial p}{\partial x}}}
{\displaystyle fu=-{\frac {1}{\rho }}{\frac {\partial p}{\partial y}}}

### Equazione di continuità della massa
È data da:
{\displaystyle {\frac {D\rho }{Dt}}=-\rho \nabla \cdot {\vec {u}}}
e significa che l'aumento della densità è proporzionale al flusso di materia. Per fluidi incomprimibili come l'acqua dell'oceano questa espressione si semplifica:
{\displaystyle \nabla \cdot {\vec {u}}=0}

### Equazioni della salinità e dell'umidità
L'equazione della salinità stabilisce che la variazione della salinità nel mare è data dalla somma di due contributi:
- uno legato alla continuità della massa, dovuto al flusso di acqua con un certo contenuto di sale.
- uno legato alla diffusione del sale da acqua ad alta salinità ad acqua a bassa salinità.

Quindi, se s è la salinità si ha:
{\displaystyle {\frac {D\rho s}{Dt}}=-\rho s\nabla \cdot {\vec {u}}+k_{s}\rho \nabla ^{2}s}
dove {\displaystyle k_{s}} è la diffusività del sale in acqua.
L'equazione dell'umidità, se si trascurano i cambiamenti di fase, è del tutto analoga:
{\displaystyle {\frac {D\rho q}{Dt}}=-\rho q\nabla \cdot {\vec {u}}+k_{q}\rho \nabla ^{2}q}
dove q è l'umidità specifica, {\displaystyle k_{q}} è la diffusività dell'umidità.

### Equazione dell'energia termica
I moti in atmosfera e nell'oceano sono approssimativamente adiabatici, cioè gli scambi di calore sono piccoli rispetto alle scale dei moti. Quindi, applicando il secondo principio della termodinamica, approssimativamente si ha:
{\displaystyle dU=-dW}
dove {\displaystyle U} è l'energia interna dell'elemento di fluido, {\displaystyle W} è il lavoro compiuto dall'elemento di fluido sull'ambiente esterno.
Nel caso dell'atmosfera si ha:
{\displaystyle dU=c_{v}dT}
{\displaystyle dW=pdV}
dove {\displaystyle c_{v}} è il calore specifico a volume costante. Applicando l'equazione del gas ideale e tenendo conto che se {\displaystyle c_{p}} è il calore specifico a pressione costante vale la relazione {\displaystyle c_{p}=c_{v}+R}, si ottiene:
{\displaystyle c_{p}{\frac {DT}{Dt}}+{\frac {1}{\rho }}{\frac {Dp}{Dt}}=0}
Per avere un'equazione completa occorre uscire dall'approssimazione adiabatica e bilanciare questa espressione con gli scambi di calore dell'elemento di fluido coll'ambiente esterno. Questi sono dati dalla somma di tre termini:
- Un termine che spiega la diffusione di calore da elementi più caldi a elementi più freddi (conduzione termica), dato dalla relazione di Fourier ovvero {\displaystyle k_{T}\nabla ^{2}T} dove {\displaystyle k_{T}} è la conducibilità termica.
- Un termine che spiega il flusso di calore radiante, indicato con {\displaystyle -\nabla \cdot F_{rad}}.
- Un termine che esprime lo scambio di calore latente dovuto ai cambiamenti di fase, in atmosfera dell'acqua, nell'oceano del ghiaccio, parametrizzato col termine {\displaystyle Q_{H}}.

L'espressione dell'equazione della temperatura per l'atmosfera è dunque data da:
{\displaystyle c_{p}{\frac {DT}{Dt}}+{\frac {1}{\rho }}{\frac {Dp}{Dt}}=k_{T}\nabla ^{2}T-\nabla \cdot F_{rad}+Q_{H}}
per l'oceano, più semplicemente vale:
{\displaystyle c_{v}{\frac {DT}{Dt}}=k_{T}\nabla ^{2}T-\nabla \cdot F_{rad}+Q_{H}}

## Altre forme delle equazioni primitive
Le equazioni primitive possono essere espresse in vari sistemi di coordinate, che di solito si differenziano per la diversa espressione della coordinata verticale. Esempi di sistemi di coordinate sono:
- le coordinate isobariche, in cui l'altezza è data dalla pressione.
- le coordinate logaritmiche della pressione.
- le coordinate isentropiche, anche dette coordinate sigma, in cui l'altezza è data dalla temperatura potenziale. Si sfrutta il fatto che i moti atmosferici sono approssimativamente adiabatici, quindi la temperatura potenziale è costante lungo i moti. In un'atmosfera stratificata e verticalmente stabile i moti avvengono pertanto lungo piani isentropici cioè piani lungo i quali la temperatura potenziale, e quindi l'entropia, sono costanti.

Inoltre, la velocità, la temperatura e le variabili geopotenziali possono essere scomposte nelle componenti della media e delle perturbazioni usando la scomposizione di Reynolds.

### Coordinate isobariche
In questa forma la pressione è usata come la coordinata verticale, mentre le coordinate orizzontali sono poste sul piano a pressione costante. Questo sistema di coordinate è spesso usato per la sua semplicità e per il fatto che nelle equazioni primitive espresse in questo sistema non compare direttamente la densità, che è di difficile misurazione. Segue l'elenco delle equazioni primitive per l'atmosfera in coordinate isobariche:
- Equazione delle forze:

{\displaystyle {\frac {DV}{Dt}}+f{\vec {k}}\times V=-\nabla _{p}\Phi }
dove {\displaystyle V} è la velocità orizzontale, {\displaystyle {\vec {k}}} è il versore verticale, {\displaystyle \nabla _{p}\Phi } è il gradiente del geopotenziale calcolato su una superficie a pressione costante.
- Equazione di continuità:

{\displaystyle \left({\frac {\partial u}{\partial x}}+{\frac {\partial v}{\partial y}}\right)_{p}+{\frac {\partial \omega }{\partial p}}=0}
dove il pedice {\displaystyle p} indica che le derivate vanno calcolate sul piano a pressione costante, {\displaystyle \omega } è il corrispettivo della velocità verticale in coordinate isobariche, generalmente chiamato moto verticale omega.
- Equazione del calore:

{\displaystyle \left({\frac {\partial T}{\partial t}}+u{\frac {\partial T}{\partial x}}+v{\frac {\partial T}{\partial y}}\right)-S_{p}\omega ={\frac {J}{c_{p}}}}
dove {\displaystyle S_{p}=-{\frac {T}{\theta }}{\frac {\partial \theta }{\partial p}}} è chiamato parametro di stabilità statica per il sistema isobarico, {\displaystyle \theta } è la temperatura potenziale e {\displaystyle J} è il flusso di calore per unità di tempo per unità di massa.

## Soluzioni delle equazioni primitive
Come avviene per tutti i sistemi fisici reali, la complessità del sistema di equazioni che descrive la dinamica dell'atmosfera e dell'oceano rende impossibile trovare una soluzione analitica del problema, se non in presenza di forti semplificazioni e riduzioni definendo la "scala" del fenomeno interessato (vedi scale dei moti geofisici). Tuttavia le soluzioni di queste equazioni in casi molto particolari costituiscono strutture che si possono osservare molto bene nell'atmosfera e nell'oceano. Per esempio, le correnti geostrofiche, il vento termico o ancora le onde di Rossby, le correnti oceaniche, l'instabilità baroclina e le precipitazioni: questi fenomeni sono spiegati attraverso versioni opportunamente semplificate delle equazioni primitive.
Mediante l'uso dei calcolatori è inoltre possibile ricercare soluzioni numeriche approssimate, per esempio stimando i valori delle grandezze in un numero finito di punti disposti su un reticolo o grigliato. Di questo approccio si serve la modellistica meteorologica.